# 米納蒂特蘭 (韋拉克魯斯州)
米納蒂特蘭是墨西哥的城鎮，由韋拉克魯斯州負責管轄，位於該國東南部，距離韋拉克魯斯約300公里，面積4,124平方公里，海拔高度20米，每年平均降雨量2,471毫米，2010年人口356,020。

## 外部連結
- Lomas de Tacojalpa Archaeological Site
- International Airport Minatitlán
- Minatitlán municipal government website （页面存档备份，存于）
- Veracruz （页面存档备份，存于） los Municipios de México